# 第17回全日本女子ユースサッカー選手権大会
JOCジュニアオリンピック 第17回全日本女子ユースサッカー選手権大会は、2014年1月3日から1月7日にかけて開催された、第17回目の全日本女子ユース (U-18)サッカー選手権大会である。

## 参加チーム
| - 北海道（1） - ノルディーア北海道 - 東北（1） - FC BLOOM - 関東（6） - 日テレ・メニーナ - ジェフユナイテッド市原・千葉レディースU-18 - 浦和レッドダイヤモンズレディースユース - MITO EIKO FC 茨城レディース - SOCIOS.FC - 河内SCジュベニール - 北信越（1） - アルビレックス新潟レディースU-18 | - 東海（2） - 楠クラブレディース - 関西（2） - FC VICTORIES - プラセル神戸 - 中国（1） - 備後府中TAM-S - 四国（1） - トレーフルFC fille - 九州（2） - 益城ルネサンス熊本フットボールクラブ - ANCLASユース |

## 日程・結果

### 1回戦
| #1 | 2014年1月3日 9:30 |

| 日テレ・メニーナ | 25 - 0         | 備後府中TAM-S |
| 籾木結花 5分, 12分, 26分, 30分, 40+2分 · 菅野奏音 10分, 13分, 37分 · 土光真代 17分, 22分, 78分 · 清水梨紗 20分 · 三浦成美 31分, 54分 · 宮川麻都 32分 · 長谷川唯 39分, 61分, 72分 · 船木和夏 40+3分 · 隅田凜 46分 · 佐藤結花 52分, 56分, 59分, 60分 · 安部由紀夏 80分 | 公式記録 (PDF) |               |

| J-GREEN堺 S3 |

| #2 | 2014年1月3日 9:30 |

| MITO EIKO FC 茨城レディース       | 3 - 1          | 楠クラブレディース |
| 田中桜 59分 · 野村まい 63分, 69分 | 公式記録 (PDF) | 富井寿里菜 24分    |

| J-GREEN堺 S5 |

| #3 | 2014年1月3日 11:10 |

| 益城ルネサンス熊本フットボールクラブ           | 0 - 0          | アルビレックス新潟レディースU-18        |
|                                                | 公式記録 (PDF) |                                         |
|                                                | PK戦           |                                         |
| 森脇さつき 金田樹 近藤夏実 清川美里 濵田恵里奈 | 2 - 3          | 瀬倉春陽 藤井つむぎ 瀧澤莉央 土肥穂乃香 |

| J-GREEN堺 S2 |

| #4 | 2014年1月3日 11:10 |

| 河内SCジュベニール | 1 - 3          | FC VICTORIES                               |
| 岡村奈生子 11分    | 公式記録 (PDF) | 西山皐月 8分 · 吉岡圭 39分 · 神谷育実 73分 |

| J-GREEN堺 S4 |

| #5 | 2014年1月3日 12:50 |

| 浦和レッドダイヤモンズレディースユース | 21 - 0         | トレーフルFC fille |
| 遠藤優 1分, 31分 · 今井裕里奈 6分 · 中村みづき 12分, 14分, 18分, 36分, 39分 · 中村みづき 62分, 80+1分 · 塩越柚歩 25分, 54分, 65分, 72分 · 石井咲希 29分 · 吉越ひかり 32分 · 柳澤紗希 64分 · 木﨑あおい 68分 · 三木萌子 68分, 80+3分 · 山田美緒和 75分 | 公式記録 (PDF) |                    |

| J-GREEN堺 S3 |

| #6 | 2014年1月3日 12:50 |

| プラセル神戸                 | 2 - 0          | SOCIOS.FC |
| 秋元厚美 9分 · 塩谷真里 43分 | 公式記録 (PDF) |           |

| J-GREEN堺 S5 |

| #7 | 2014年1月3日 14:30 |

| FC BLOOM      | 1 - 8          | ノルディーア北海道                                                                           |
| 秋吉秀美 71分 | 公式記録 (PDF) | 山崎優菜 9分, 50分 · 冨田舞 20分, 23分, 26分 · 神成美紀 33分 · 高橋利奈 69分 · 鈴木環子 79分 |

| J-GREEN堺 S2 |

| #8 | 2014年1月3日 14:30 |

| ANCLASユース    | 1 - 11         | ジェフユナイテッド市原・千葉レディースU-18 |
| 吉富帆乃樺 21分 | 公式記録 (PDF) | 井原美波 6分 · 山田彩未 11分 · 大矢円佳 26分 · 安齋結花 30分, 71分 · 鴨川実歩 32分, 72分 · 松本直美 35分 · 佐藤瑞夏 61分, 65分 · 栗原妃奈子 76分 |

| J-GREEN堺 S4 |

### 2回戦
| #9 | 2014年1月4日 10:30 |

| 日テレ・メニーナ                                                   | 5 - 1          | MITO EIKO FC 茨城レディース |
| 籾木結花 6分, 13分 · 三浦成美 35分 · 清水梨紗 64分 · 長谷川唯 77分 | 公式記録 (PDF) | 野村まい 39分               |

| J-GREEN堺 S2 |

| #10 | 2014年1月4日 10:30 |

| アルビレックス新潟レディースU-18 | 1 - 2          | FC VICTORIES           |
| 瀧澤莉央 26分                    | 公式記録 (PDF) | 2分 (OG) · 吉岡圭 68分 |

| J-GREEN堺 S5 |

| #11 | 2014年1月4日 13:00 |

| 浦和レッドダイヤモンズレディースユース                                                    | 6 - 0          | プラセル神戸 |
| 中村みづき 11分, 50分 · 遠藤優 11分 · 今井裕里奈 52分 · 金勝里央 64分 · 吉越ひかり 80+1分 | 公式記録 (PDF) |              |

| J-GREEN堺 S2 |

| #12 | 2014年1月4日 13:00 |

| ノルディーア北海道 | 0 - 2          | ジェフユナイテッド市原・千葉レディースU-18 |
|                    | 公式記録 (PDF) | 佐藤瑞夏 57分, 80分                        |

| J-GREEN堺 S5 |

### 準決勝
| #13 | 2014年1月6日 10:30 |

| 日テレ・メニーナ | 12 - 0         | FC VICTORIES |
| 籾木結花 4分, 9分, 16分, 30分 · 長谷川唯 14分, 34分, 77分 · 清水梨紗 15分 · 佐藤結花 20分 · 船木和夏 29分 · 宮川麻都 39分 · 安部由紀夏 57分 | 公式記録 (PDF) |              |

| J-GREEN堺 S1 |

| #14 | 2014年1月6日 13:00 |

| 浦和レッドダイヤモンズレディースユース      | 3 - 0          | ジェフユナイテッド市原・千葉レディースU-18 |
| 遠藤優 50分 · 塩越柚歩 59分 · 長野風花 74分 | 公式記録 (PDF) |                                            |

| J-GREEN堺 S1 |

### 3位決定戦
| #15 | 2014年1月7日 10:30 |

| FC VICTORIES  | 1 - 4          | ジェフユナイテッド市原・千葉レディースU-18           |
| 神谷育実 64分 | 公式記録 (PDF) | 鴨川実歩 7分 · 佐藤瑞夏 16分, 27分 · 大賀理紗子 68分 |

| J-GREEN堺 S1 |

### 決勝
| #16 | 2014年1月7日 13:00 |

| 日テレ・メニーナ                                    | 4 - 0          | 浦和レッドダイヤモンズレディースユース |
| 籾木結花 25分, 27分 · 土光真代 76分 · 船木和夏 78分 | 公式記録 (PDF) |                                        |

| J-GREEN堺 S1 |